# Мукержи, Сонали
Сонали Мукержи (хинди सोनाली मुख़र्जी) — индийская школьница, в возрасте 18 лет ставшая жертвой обливания кислотой. 

## Биография
Мукерджи родилась в Дханбаде, Индия. Проходила службу в Национальном кадетском корпусе, которую ей пришлось оставить после нападения. 
На девушку напали, когда ей было всего 17 лет. В 2003 году трое мужчин, в ответ на ее отказ быть с одним из них, ворвались к девушке в дом, когда она спала, и облили Мукерджи кислотой, которую используют для очистки ржавых инструментов
. В результате атаки она получила 70% ожогов тела и потеряла слух и зрение. 
Преступники были выпущены из тюрьмы спустя три года после нападения. Родители Мукерджи до сих пор тратят на здоровье дочери все деньги. Они продали землю предков, семейные украшения, однако этого по-прежнему недостаточно для того, чтобы вернуть девушку к нормальной жизни. За 10 лет Мукержи перенесла 22 пластические операции, в результате которых ей удалось частично вернуть слух и зрение.
В 2012 году она получила большой денежный приз, участвуя в телеигре Kaun Banega Crorepati
.